# Jahadi
Jahadi (nep. जहदी) – gaun wikas samiti w zachodniej części Nepalu w strefie Lumbini w dystrykcie Kapilvastu. Według nepalskiego spisu powszechnego z 2001 roku liczył on 833 gospodarstw domowych i 5495 mieszkańców (2695 kobiet i 2800 mężczyzn).